# Joseph Kosma
Joseph Kosma (em húngaro Kozma József), (Budapeste, 22 de Outubro de 1905 – La Roche-Guyon, 17 de Agosto de 1969), foi um compositor húngaro naturalizado francês. 

## Biografia

### Infância e juventude
Nasceu em Budapeste a 22 de Outubro de 1905 tendo estudado no Conservatório da cidade. Em 1926 é nomeado maestro assistente da orquestra da Ópera Nacional.

### Berlim
Dois anos depois, em 1929, é-lhe concedida uma bolsa para continuar os seus estudos em Berlim, onde colabora com Hanns Eisler e conhece, entre outros, Bertolt Brecht e Kurt Weill. Após ter dirigido a orquestra da Ópera de Berlim, junta-se ao teatro ambulante de Bertolt Brecht, vindo-se a instalar em Paris em 1933.

### Paris
Na capital francesa inicia uma intensa actividade de compositor criando, nomeadamente, mais de 80 músicas em colaboração com Jacques Prévert. No pós-guerra a sua popularidade aumenta ao ser cantado por nomes como Yves Montand ou Juliette Gréco, que imortalizariam canções como Barbara ou Les Feuilles mortes.
Em 1949 obtém a nacionalidade francesa e em 1951 recebe o prémio para a melhor música do Festival de Cannes, pelo filme Juliette ou La Clé des Songes.
Em 1956, recebe um novo prémio, desta vez o Grande Prémio do Disco com a canção Inventaire.
A sua actividade é bastante diversificada escrevendo música de câmara e de orquestra, oratórios, óperas, ballets, coros. Música textos ou peças de Raymond Queneau, Jean-Paul Sartre e Aragon entre outros.
No cinema compôs músicas para mais de 100 filmes tendo sido um colaborador assíduo em várias obras de de Renoir.
Vem a falecer em La Roche-Guyon em 7 de Agosto de 1969.

## Obra

### Música de Filmes
- 1935 Le Crime de Monsieur Lange, Jean Renoir
- 1936 Une Partie de Campagne, Jean Renoir
- 1937 La Grande Illusion, Jean Renoir
- 1938 La Bête humaine, Jean Renoir
- 1938 La Marseillaise, Jean Renoir
- 1939 La Règle du Jeu, Jean Renoir
- 1942 Les visiteurs du soir, Marcel Carné
- 1943 Adieu Léonard, Pierre Prévert
- 1945 Les Portes de la Nuit, Marcel Carné
- 1946 Voyage Surprise, Pierre Prévert
- 1955 L'Amant de Lady Chatterley, Marc Allégret
- 1955 Eléna et les Hommes, Jean Renoir
- 1955 Cela s'appelle l'aurore, Buñuel
- 1958 The Doctor's Dilemma, Anthony Asquith
- 1959 Le Testament du Dr Cordelier (TV), Jean Renoir
- 1959 Le Déjeuner sur l'Herbe, Jean Renoir
- 1962 Le caporal épinglé, Jean Renoir
- 1963 In the french style, Robert Parrish